# Elecciones al Congreso de los Diputados de abril de 2019 (Álava)
Las elecciones al Congreso de los Diputados de 2019 se celebraron en la provincia de Álava el domingo 28 de abril, como parte de las elecciones generales convocadas por Real Decreto dispuesto el 4 de marzo de 2019 y publicado en el Boletín Oficial del Estado el día siguiente. Se eligieron los 4 diputados del Congreso correspondientes a la circunscripción electoral de Álava, mediante un sistema proporcional (método d'Hondt) con listas cerradas y un umbral electoral del 3%.

## Resultados
Los comicios depararon 1 escaño al Partido Nacionalista Vasco, a Euskal Herria Bildu, al Partido Socialista de Euskadi-Euskadiko Ezkerra y a Elkarrekin Podemos.
| Candidatura                                                  | Candidatura                                                   | Votos   | %                                       | Escaños                                 |
| ------------------------------------------------------------ | ------------------------------------------------------------- | ------- | --------------------------------------- | --------------------------------------- |
|                                                              | Partido Nacionalista Vasco (EAJ-PNV)                          | 40 199  | 22,74                                   | 1                                       |
|                                                              | Partido Socialista de Euskadi-Euskadiko Ezkerra (PSE-EE-PSOE) | 39 595  | 22,40                                   | 1                                       |
|                                                              | Unidas Podemos (Podemos-IU-Equo)                              | 31 346  | 17,73                                   | 1                                       |
|                                                              | EH Bildu (EH Bildu)                                           | 24 687  | 13,96                                   | 1                                       |
|                                                              |                                                               |         |                                         |                                         |
| Partido Popular (PP)                                         | Partido Popular (PP)                                          | 24 304  | 13,75                                   | 0                                       |
| Ciudadanos-Partido de la Ciudadanía (Cs)                     | Ciudadanos-Partido de la Ciudadanía (Cs)                      | 7039    | 3,98                                    | 0                                       |
| Vox (Vox)                                                    | Vox (Vox)                                                     | 5587    | 3,16                                    | 0                                       |
| Partido Animalista Contra el Maltrato Animal (PACMA)         | Partido Animalista Contra el Maltrato Animal (PACMA)          | 1863    | 1,05                                    | 0                                       |
| Recortes Cero-Grupo Verde (R0-GV)                            | Recortes Cero-Grupo Verde (R0-GV)                             | 533     | 0,30                                    | 0                                       |
| Por un Mundo más Justo (PUM+J)                               | Por un Mundo más Justo (PUM+J)                                | 335     | 0,19                                    | 0                                       |
| Partido Comunista de los Trabajadores de Euskadi (PCTE/ELAK) | Partido Comunista de los Trabajadores de Euskadi (PCTE/ELAK)  | 233     | 0,13                                    | 0                                       |
| Votos válidos                                                | Votos válidos                                                 | 175 721 | 100,00                                  | 4                                       |
| Votos nulos                                                  | Votos nulos                                                   | 1828    | Participación: · \| \| 71,19 % \| 3,24% | Participación: · \| \| 71,19 % \| 3,24% |
| Votantes                                                     | Votantes                                                      | 178 613 | Participación: · \| \| 71,19 % \| 3,24% | Participación: · \| \| 71,19 % \| 3,24% |
| Electores                                                    | Electores                                                     | 250 908 | Participación: · \| \| 71,19 % \| 3,24% | Participación: · \| \| 71,19 % \| 3,24% |
|                                                              | 71,19 %                                                       |         |                                         |                                         |

## Diputados electos
Relación de diputados electos:
| N.º | Nombre                                 | Lista | Lista     |
| --- | -------------------------------------- | ----- | --------- |
| 1   | Mikel Legarda Uriarte                  |       | EAJ-PNV   |
| 2   | María Isabel Celaá Diéguez             |       | PSOE-PSEE |
| 3   | Juan Antonio López de Uralde Garmendia |       | UP        |
| 4   | Iñaki Ruiz de Pinedo Undiano           |       | EH Bildu  |